# دوبروو
دوبروو (به بلغاری: Dobrevo) یک منطقهٔ مسکونی در بلغارستان است که در شهرستان دوبریچکا واقع شده‌است.